# Glutops punctatus
Glutops punctatus is een vliegensoort uit de familie van de Pelecorhynchidae. De wetenschappelijke naam van de soort is voor het eerst geldig gepubliceerd in 1954 door Wirth.